# Mauro Richeze
Mauro Abel Richeze (nascido em 7 de dezembro de 1985, em Bella Vista) é um ciclista profissional argentino. Competiu nos Jogos Pan-Americanos de 2015.